# Bascule du bassin

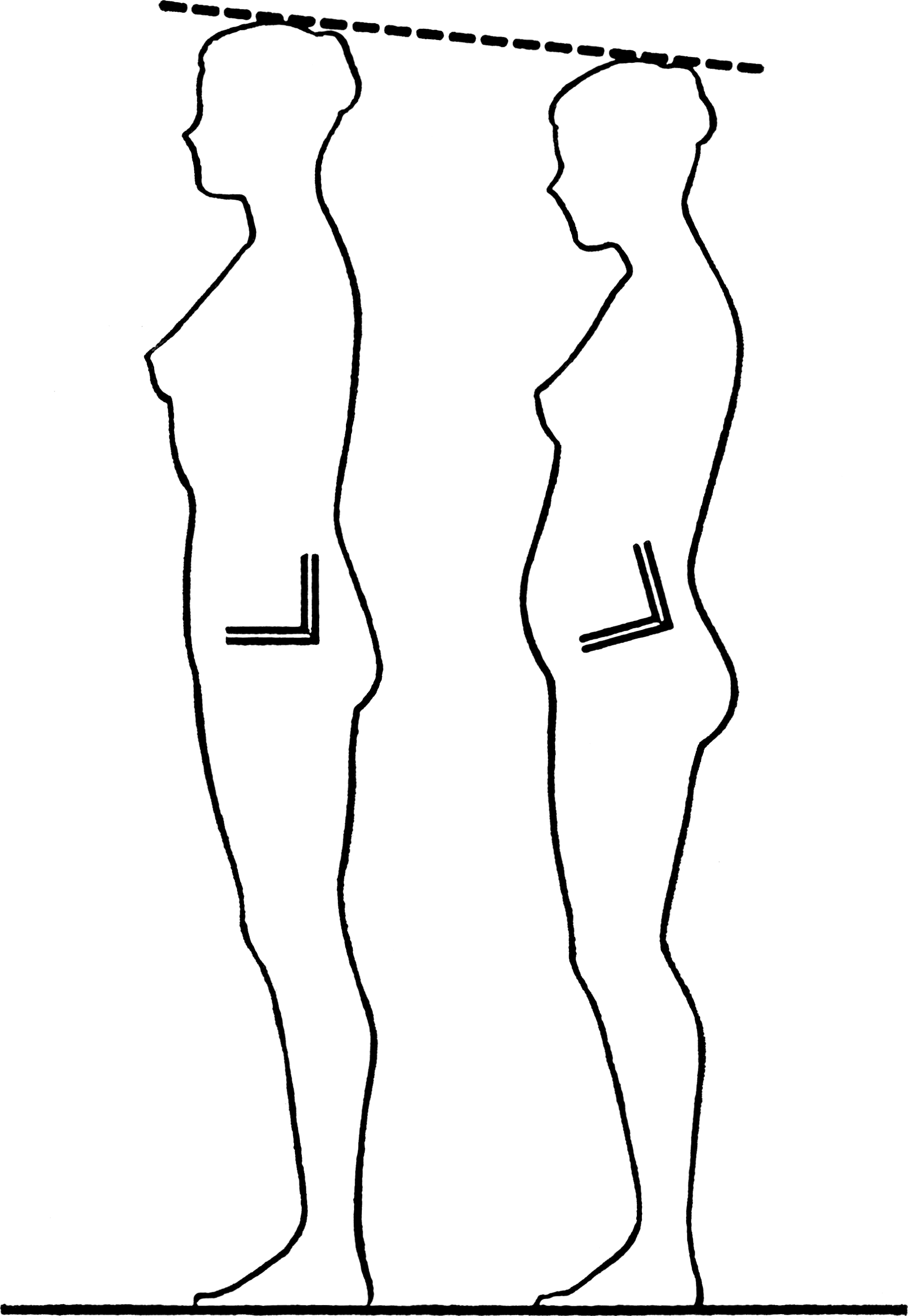
Comparaison visuelle entre un bassin neutre et une bascule antérieure du bassin, montrant comment peut être affectée la taille d'une personne.

Une bascule du bassin est un phénomène qui se traduit par une asymétrie au niveau du bassin, où un côté est plus bas que l'autre. Le bassin peut être incliné vers l'avant, l'arrière ou les deux côtés du corps. Ce déséquilibre peut entrainer ou non des douleurs et peut être plus ou moins handicapant.